# Jesús Martínez Rentería
Jesús Martínez Rentería (Guadalajara, Jalisco, 13 de abril de 1913-Ciudad de México, 11 de noviembre de 1994), conocido popularmente como Palillo, fue un actor, comediante y empresario mexicano, famoso por usar la sátira política en sus espectáculos, que a menudo lo llevaban a ser detenido. Considerado el rey del llamado teatro de «carpa» de donde surgieron grandes cómicos de la talla de Mario Moreno "Cantinflas", Delia Magaña, Manuel Medel, Germán Valdés "Tin-Tan", Antonio Espino "Clavillazo", Amelia Wilhelmy, entre otros.

## Biografía
Jesús Martínez Rentería nació el 13 de abril de 1913 en el barrio del Santuario en la ciudad de Guadalajara, Jalisco cuando esta entidad se encontraba bajo los enfrentamientos entre las fuerzas federales del dictador Victoriano Huerta y las fuerzas revolucionarias al mando del general Guillermo García Aragón; hijo de Jesús Martínez y Beatriz Rentería, siendo niño fue acólito, más tarde trabajó como agente de tránsito, fotógrafo, sochantre y primer soprano del coro de la catedral tapatía. Su primer contacto con el teatro fue a los 19 años en donde empezó como corista en el teatro Principal, al mismo tiempo que trabaja como dependiente de una tienda de vinos, labor que dejó al lograr fama, dentro de la comicidad; en la que se inició debido a que su delgadez causaba la hilaridad de los asistentes al teatro, por lo que deja el coro e inicia con rutinas cómicas.
Su trabajo en las carpas tapatías, permitió que empresarios de la Ciudad de México lo busquen, haciendo su debut en el teatro colonial en 1937, con tal éxito que la temporada se prolongó por 7 años, después de este se muda al legendario recinto Follies Bergere, donde prolonga su éxito por 11 años consecutivos, ahí tuvo sus días de mayor gloria, pero también de persecución y acoso, pues a pesar de que siempre andaba con un amparo en su bolsa sufrió infinidad de encarcelamientos, suspensión de funciones, clausuras de teatros e incluso golpizas, esto debido a su humor plagado de sátira y crítica al régimen priista, que gobernaba México.
Su más encarnizado perseguidor fue el regente Ernesto P. Uruchurtu, llamado el «regente de hierro», quien lo envió seis veces a prisión y 10 veces le clausuró el teatro. Entre las obras que presentó en alusión a las figuras de la política destacaron: Adiós guayabera mía, Agarren a López por pillo —en alusión al expresidente mexicano José López Portillo—, Bazar internacional, La marcha del tiempo, El informe de Palillo, El retrato de Dorian Buey, La Corrupción S.A, El Maleficio es el PRI y Cuna de robos.
Considerado por muchos como «El Rey de las Carpas», se convirtió en una especie de portavoz del pueblo al manifestar con lenguaje humorístico las inconformidades políticas y sociales de la ciudadanía. El dinero que «Palillo» obtenía como resultado de su trabajo en el Follies fue empleado en el proyecto de la Ciudad Deportiva, Magdalena Mixhuca, en donde se le da su nombre a manera de reconocimiento a un estadio.
En cine solo participó en las cintas: Lo que el viento trajo (1941), Palillo Vargas Heredia (1945) y Ay, palillo no te rajes! (1948). En 1986 recibe por parte de la ANDA la medalla Eduardo Arozamena por 50 años de trayectoria y en 1993 recibió un homenaje por parte de los cómicos mexicanos en el popular teatro Blanquita. El cómico tuvo con la nicaragüense Hilda Solorzano  a la actriz Ana Martín, además tuvo otros cinco hijos: Hugo y su hermano, René Gabriel; Alejandra, Rosalía y Mónica, con distintas parejas; se casó en tres ocasiones: con la señora Tomacita (no tuvo hijos), con la mamá de Mónica y por último con María Guadalupe (no tuvo hijos). Falleció víctima de un coma hepático el 11 de noviembre de 1994 en Ciudad de México.